# Tobramicina y dexametasona
La combinación tobramicina y dexametasona suele presentarse en forma de suspensión y en ungüento oftálmico y se indica cuando coexiste una infección bacteriana con inflamación del ojo. Por lo general se prepara con 3 mg de tobramicina (un antibiótico aminoglicósido) y 1 mg de dexametasona, un glucocorticoide. Por lo general, se prescribe 4 veces al día por una duración de 4 días de tratamiento o 2 veces al día por 7 días.